# Basboussa
A basbussa (árabe), revani (turco), ravani e ranavi (grego, ραβανί y ρεβανί) é um doce feito de sêmola em calda. Tradicionalmente também se pode adicionar um pouco de coco.
A população do sul da Grécia o nomeiam ravani, mas no norte é conhecido como revani, de mesma forma que em turco, especialmente na cidade de Véria, onde é uma sobremesa tradicional de outrora. Esta sobremesa é achada nas cozinhas do leste do Mediterrâneo com nomes diferentes e possivelmente seja uma variante do prato egípcio ma’mounia.
A basboussa é muito comum nos países árabes mas é conhecido como hareesa (o nome original). Se crê que posteriormente foi introduzido em outros países, como Iraque, Turquia e Líbia, com o nome de basboussa.